# Cooking Mama: Cook Off
Cooking Mama: Cook Off, pubblicato originariamente in Giappone con il titolo Cooking Mama: Minna to Issho ni Oryōri Taikai! (クッキングママ みんなといっしょにお料理大会!?, Kukkingu Mama: Minna to Issho ni Oryōri Taikai!) è un videogioco del 2007 per Wii appartenente alla serie Cooking Mama.

## Modalità di gioco
In Cooking Mama: Cook Off si sfidano gli amici di diverse nazionalità con i loro piatti tipici con in totale 55 ricette e 300 ingredienti diversi.
È possibile sfidare un altro giocatore con due telecomandi Wii. Nella modalità multigiocatore sono disponibili solo le ricette sbloccate. Le ricette si sbloccano mano a mano, eseguendone delle altre. Mama assegna al giocatore dei voti:
- Molto bene: oro
- Bene: argento
- Impegnati: bronzo